# یوساکوی

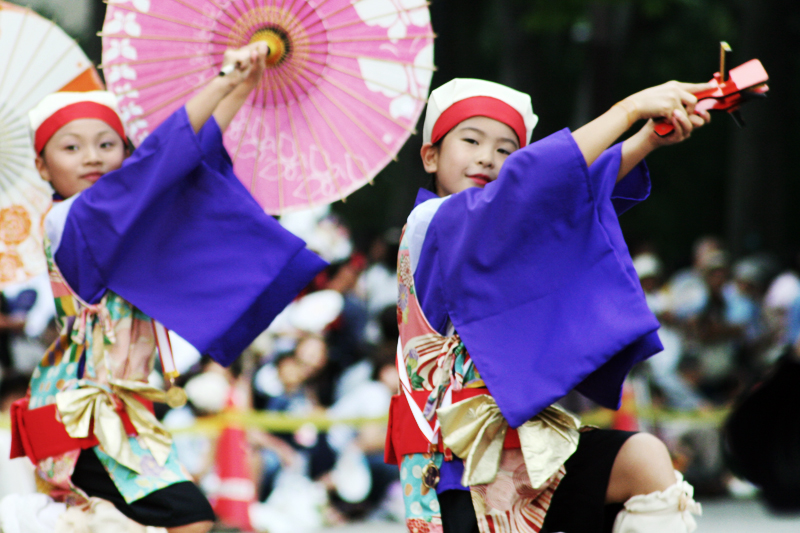
دو شرکت کننده در جشنواره یوساکوی ۲۰۰۶ در هاراجوکو ژاپن

یوساکوی (よさこい) یک سبک رقص منحصر به فرد است که از ژاپن شروع شده‌است و در جشنواره‌های سراسر این کشور اجرا می‌شود.